# Grenadiermütze

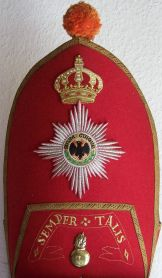
Mütze der Grenadiere des Königsregiments (Lange Kerle), Preußen um 1720

Die Grenadiermütze ist eine militärische Kopfbedeckung, die an Grenadiere ausgegeben wurde. Eine der frühen Grenadiermütze ähnliche Form hatte die Füsiliermütze. In der Variante als Bärenfellmütze wurde sie als Auszeichnung an andere Elite- und Gardetruppenteile ausgegeben. Die Bärenfellmütze ist noch heute bei den Paradeuniformen einiger Gardetruppenteile in Verwendung.

## Ursprünge
Die Entwicklung der Grenadiermütze hat ihren Anfang in der zweiten Hälfte des 17. Jahrhunderts, als zunächst im stehenden Heer Frankreichs Infanteristen eine Spezialausbildung als Grenadiere erhielten. Die übliche Kopfbedeckung der Soldaten jener Zeit war ein breitkrempiger Hut; dieser war jedoch für die Grenadiere aus zwei Gründen nicht zweckmäßig: Einerseits störte der ausladende Hut, wenn sich der Soldat im Gefecht die Muskete rasch mit dem Riemen über die Schulter hängen musste, um zum Kampf mit den Granaten zu wechseln. Außerdem war die breite Krempe hinderlich beim Ausholen zum Wurf der Granate. Daher wurde den Grenadieren anstelle von Hüten die krempenlose zipfelmützenartige Kopfbedeckung vorgeschrieben, die von der übrigen Truppe nur zum Exerzieren getragen wurde.

## Entwicklung im 18. Jahrhundert

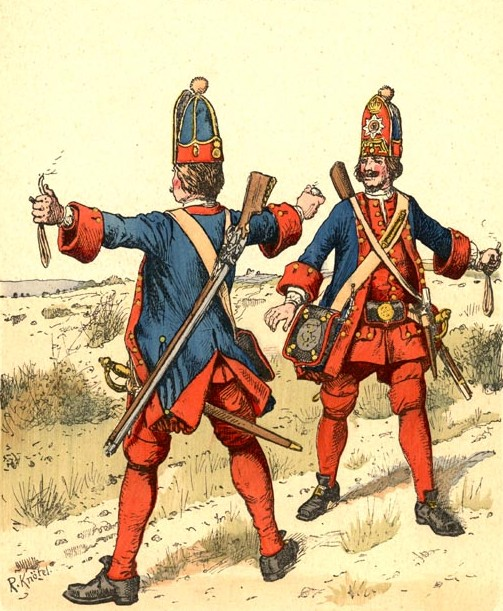
Ausgangsform der Grenadiermützen, hier preußische Grenadiere um 1715 nach Knötel

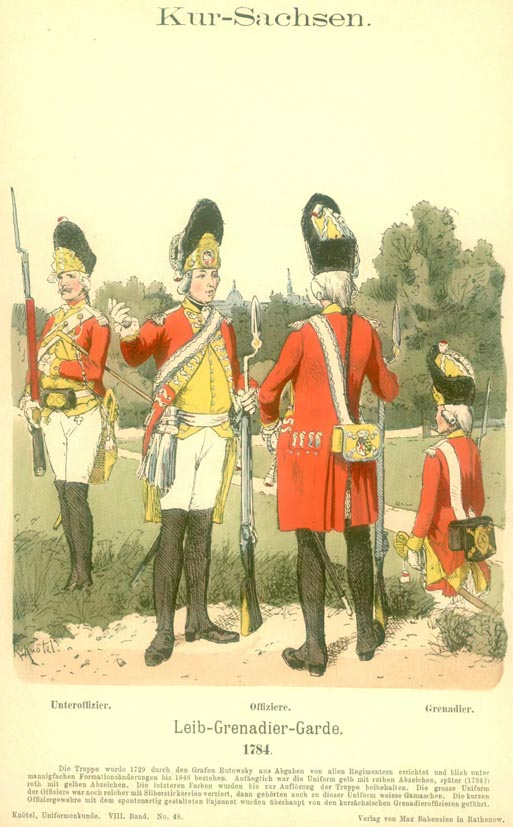
Kursächsische Grenadiere um 1785 mit Bärenfellmützen, nach Knötel

Da Frankreich im ausgehenden 17. Jahrhundert die politische, militärische und kulturelle Vormacht in Europa innehatte, wurde das französische Heerwesen von anderen Staaten zum Vorbild genommen. Zusammen mit anderen Elementen gelangten so die Grenadiere mit ihrer besonderen Kopfbedeckung in andere Armeen, wobei die Grenadiermütze im Verlaufe der Jahrzehnte je nach Land sehr unterschiedliche Formen annahm. Gemeinsam war allen Varianten, dass die ursprünglich weiche Mütze in den Jahren nach 1680 zunächst an der Vorderseite einen kleinen, aufrechten Schild erhielt. An diesem Punkt endeten die Gemeinsamkeiten und die verschiedenen nationsspezifischen Entwicklungen setzten ein. Einige Beispiele:
- In Frankreich wurde der Vorderschild mit schwarzem Bärenfell überzogen. Um 1720 umschloss der Schild bereits ringförmig den gesamten Kopf, wobei er an den Seiten und hinten niedriger, über der Stirn aber deutlich höher war, so dass der ursprüngliche Zipfel der Mütze vollkommen eingefasst war. Bis zum Ende des 18. Jahrhunderts schließlich war die Mütze nicht nur im Ganzen erheblich in die Höhe gewachsen, der Zipfel war auch zu einem unscheinbaren Beutel verkleinert worden. Ähnlich war die Entwicklung in Österreich.
- In Großbritannien wurde der Zipfelmütze ein stoffbespannter Schild vorgesetzt, der mit heraldischen Symbolen und Ornamenten bestickt war. Als der Schild höher wurde, befestigte man den Zipfel des Mützenbeutels an seiner oberen Spitze. Nach 1760 wurden diese Mützen durch neue aus Bärenfell ersetzt. Für das Niederkämpfen der französischen Gardegrenadiere in der Schlacht bei Waterloo wurde allen Kompanien des britischen 1st Regiment of Foot Guards 1815 durch königlichen Erlass das Tragen der Bärenfellmütze gewährt. Später führte die britische Armee sie bei allen Gardeinfanterieregimentern ein.
- In Preußen wurden bis etwa 1730 ähnlich wie in England Mützen mit besticktem Vorderschild verwendet. Dann wurde ein neuer Mützentyp eingeführt, bei dem der Schild aus Metall mit eingeprägten Wappen und Verzierungen bestand. Anfangs war der Schild noch durchbrochen und mit farbigem Tuch hinterlegt; später war die Metallfläche durchgehend. In dieser friederizianischen Form waren die Grenadiermützen bis ins späte 18. Jahrhundert in Verwendung.

Generell lässt sich sagen, dass im 18. Jahrhundert die Wahl des Grenadiermützen-Typs in Zusammenhang mit politischen bzw. konfessionellen Sympathien oder Abhängigkeiten stand. Im Heiligen Römischen Reich etwa fand man die Mützen mit Metallschild nach preußischem Modell vorwiegend bei protestantischen und Preußen nahestehenden Staaten, während die Heere katholischer oder Österreich zugewandter Staaten zumeist Grenadiermützen aus Bärenfell trugen. Im Kurfürstentum Hannover wiederum, das durch Personalunion mit England verbunden war, verwendete man ab 1786 Mützen nach britischem Vorbild. Die konfessionelle Unterscheidung verschwand im 18. Jahrhundert, immer mehr standen nun rein modische Motive im Vordergrund. So führten die britischen Grenadiere anfangs die „protestantische“ Mitra. Die erste Aufzeichnung des Gebrauchs von Mützen aus Bärenfell geht auf das Jahr 1768 zurück.
In der sächsischen Armee trugen die Grenadiere während des Österreichischen Erbfolgekrieges Kopfbedeckungen nach Art der Füsiliermütze, erhielten aber bei Wiederaufstellung sächsischer Truppen unter zunächst französischem Sold 1761 Bärenfellmützen mit Schild nach französischem Vorbild.
Auch nachdem der Gebrauch der Granaten Mitte des 18. Jahrhunderts verschwand, blieben die Mützen für die Eliteeinheiten bestehen. Warum gerade in katholischen Gebieten unter den Grenadieren die Bärenfellmütze vorherrschte, ist unbekannt. Schon seit Beginn des 18. Jahrhunderts hatten die Grenadiermützen ihren ursprünglichen Zweck verloren, da im Gefecht kaum noch Wurfgranaten verwendet wurden. Die Mützen wurden jedoch beibehalten, da sie bereits etabliertes Zeichen von Elitetruppen geworden waren.

## Entwicklung im 19. Jahrhundert

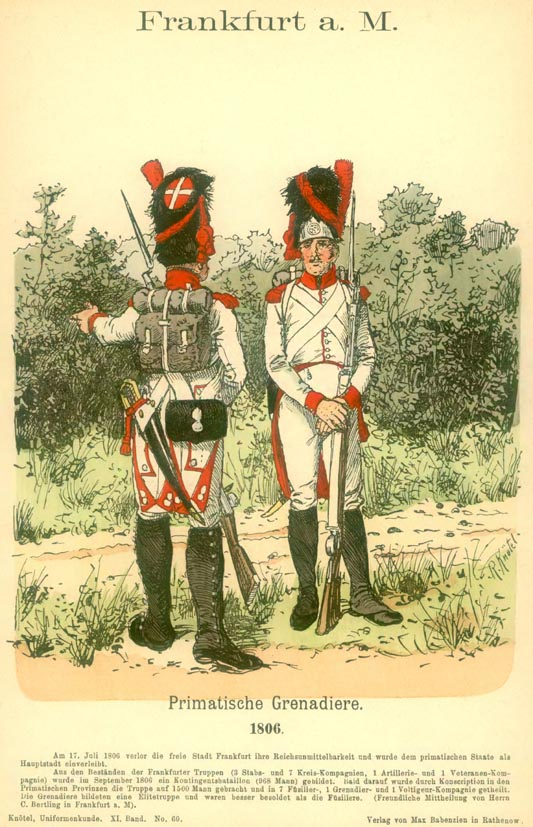
Frankfurter Grenadier mit Grenadiermützen französischer Fasson um 1806, nach Knötel

Preußischer Grenadier mit der bis 1806/07 getragenen Grenadiermütze, Ansicht von der Seite

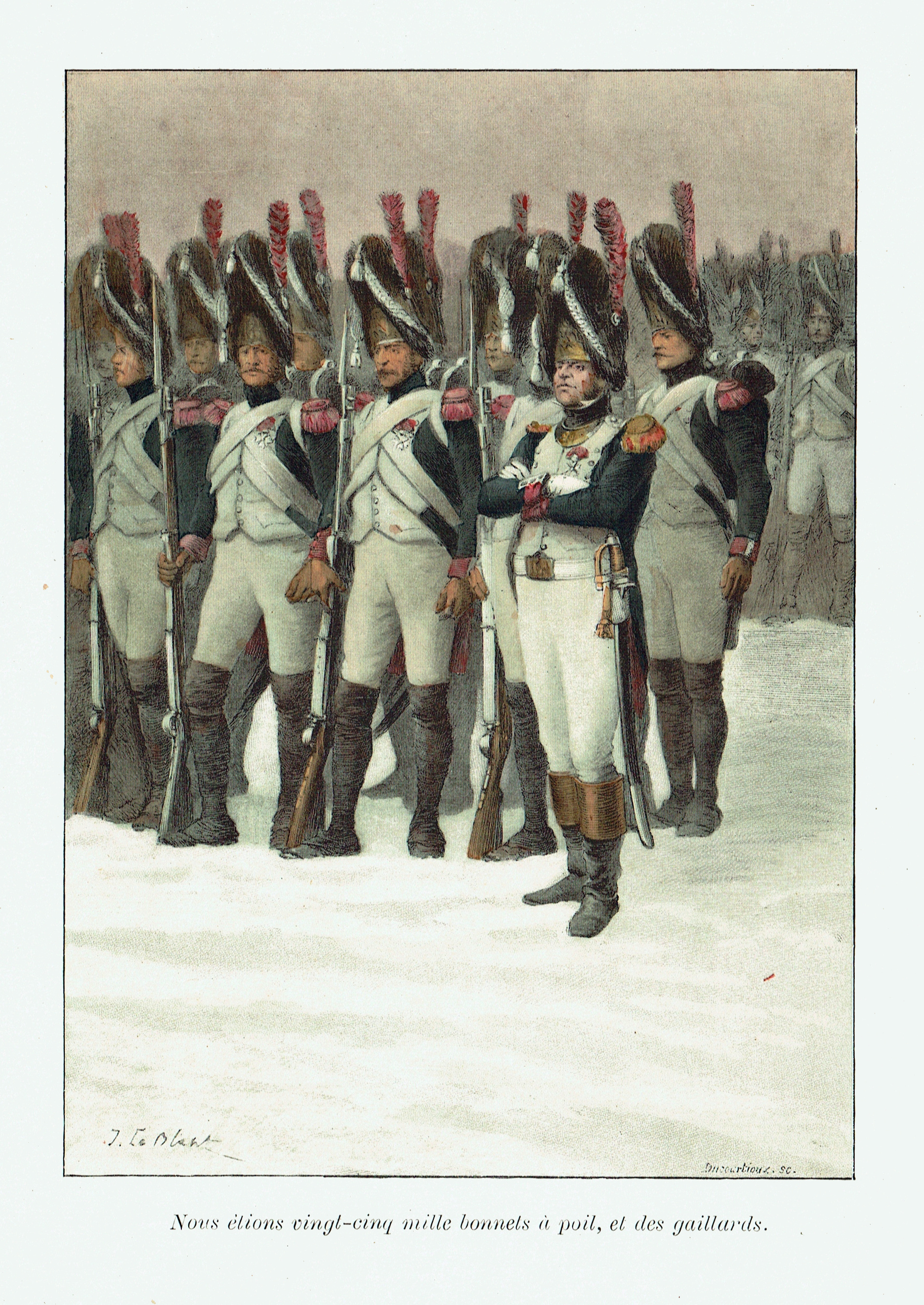
Grenadiere der Alten Garde Napoleons tragen Grenadiermützen mit Mützenblech

In Preußen wurde die teuer herzustellende und wegen ihrer Höhe unpraktisch gewordene Grenadiermütze 1787 abgeschafft und durch das Kaskett als Einheitskopfbedeckung der Infanterie abgelöst. 1799 jedoch erhielten die Grenadiere erneut spezielle Mützen, die aber erheblich von den vorherigen Modellen abwichen. Ihr am Rand umlaufend mit schwarzer Wolle besetzter hoher Vorderschild bestand aus schwarzem Leder, auf dem als Abzeichen eine Granate aus Messing angebracht war; das untere Drittel des Schilds wurde von einer Messingplatte mit dem preußischen Adler eingenommen. Im Unterschied zu den klassischen Grenadiermützen hatten spätere Ausführungen des neuen Typs zudem einen Mützenschirm. Dieses neue Modell galt als ästhetisch unbefriedigend und kostspielig. Als nach 1807 die Uniformierung der preußischen Armee reformiert wurde, fiel die Grenadiermütze fort. Erst in den 1820er Jahren wurde sie bei den Grenadieren der Garde zu repräsentativen Anlässen wieder eingeführt, zunächst mit Mützen russischen Modells. Erst später wurden zusätzlich historische friderizianische Mützen ausgegeben und bis 1918 getragen.
Einige Armeen der Rheinbundstaaten verwendeten unter französischem Einfluss für Grenadiere, Sappeure und Garden Bärenfellmützen.
Das Königlich Bayerische Infanterie-Leib-Regiment führte von 1814 bis 1826, das Großherzoglich Mecklenburgische Grenadier-Regiment Nr. 89 von 1821 bis 1840 die Grenadiermütze. Bei Letzterem behielt die Leibkompanie die Mütze bis 1918.
In Frankreich wurde die Bärenfellmütze nach der Französischen Revolution und dem Ende des Ancien Régime beibehalten. In nochmals vergrößerter Form wurde sie zum typischen Erkennungsmerkmal der Grenadiere in Napoléons Garde. Im Zweiten Kaiserreich wurde die Bärenfellmütze wieder eingeführt, da sie als Symbol für die militärischen Erfolge Napoléon Bonaparte verstanden wurde. Die schweren, besonders im Sommer unangenehm zu tragenden Mützen erfreuten sich jedoch bei den Soldaten nur geringer Beliebtheit. Im Sardinischen Krieg gingen unzählige Grenadiermützen während des Feldzugs „verloren“, was nichts anderes bedeutet, als dass sie von den Soldaten weggeworfen wurden. Nach der Schlacht von Solferino 1859 schaffte die französische Armee die Grenadiermützen endgültig ab.
In Großbritannien erhielten die Füselierregimenter (The Royal Fusiliers (City of London Regiment), Royal Scots Fusiliers, Royal Welch Fusiliers u. a.) im Verlauf des 19. Jahrhunderts Pelzmützen. Während die Offiziersmützen aus Bärenfell waren, wurden die Mützen der Mannschaften aus Waschbärfell gefertigt.

## Entwicklung im 20./21. Jahrhundert und heutige Verwendung
Die Bärenfellmütze wird seit dem 20. Jahrhundert nur noch von Gardeeinheiten zu offiziellen Anlässen getragen. Folgenden Truppenteilen tragen zu Beginn des 21. Jahrhunderts noch Bärenfellmützen:

### Australien
Beim 3rd Battalion, Royal Australian Regiment tragen Trommler  die Grenadiermütze.

### Belgien
Die belgische Polizei stellt zu öffentlichen Auftritten von Mitgliedern des Königshauses
eine berittene Eskorte mit Grenadiermützen (Escorte Royale Belge – Het Koninklijk Escorte)

### Dänemark
- Den Kongelige Livgarde

### Großbritannien
In Großbritannien wurde die aus Bärenfell gefertigte Grenadiermütze nie ganz aufgegeben, obwohl sie schon lange kein Bestandteil der im Gefecht getragenen Uniform mehr ist. Heute beschränkt sich ihr Gebrauch auf repräsentative und zeremonielle Anlässe, wie beispielsweise das Trooping the Colour oder die Wachablösung am Buckingham Palace und St James’s Palace.
Die Grenadiermütze der britischen Gardeinfanterie ist 18 Zoll (45,72 cm) hoch und wiegt 1,5 britische Pfund (680 g). Zur Unterscheidung tragen die Regimenter sie mit verschiedenfarbig und unterschiedlich gestalteten Feder- oder Haarbüschen, dem Stutz. Mit Stutz wurde die Mütze besonders im ausgehenden 18. Jahrhundert und in der ersten Hälfte des 19. Jahrhunderts getragen.
Die Fellpreise auf den Londoner Rauchwarenauktionen zogen jedes Mal stark an, wenn die englische Heeresverwaltung Aufträge für neue Mützen erteilte. Für die Mützen werden jährlich etwa 100 Bärenfelle des amerikanischen Schwarzbären verarbeitet. Diese stammen aus Unterstützungsprogrammen für die kanadischen Inuit. Manche der nach wie vor genutzten Mützen sind bereits über 100 Jahre alt.
In den 1980er und 1990er Jahren wurden aufgrund der Proteste von Tierschützern Versuche unternommen, die Mützen künftig aus synthetischem Material (Webpelz) herzustellen. Das neue Material unterschied sich aber von den historischen Mützen, war weniger widerstandsfähig gegen Wettereinwirkungen und führte zu statischen Aufladungen, welche den Tragekomfort beeinträchtigten. 2008 wurde vor einer größeren Erneuerung vorgeschlagen, die Form der Mützen abzuändern, um auch andere Stoffe einsetzen zu können, was aber nicht zustande kam. 2012 wurde einem Sikh der Scots Guards aus Gründen der Religionsfreiheit gestattet, zum Wachdienst statt der Grenadiermütze den aus religiösen Gründen vorgeschriebenen Turban zu tragen. Nach einem erneuten Versuch zur Abschaffung ließ das Verteidigungsministerium durch den Abgeordneten Jeremy Quin am 8. Dezember 2021 erklären: „Unsere Analyse kürzlich durchgeführter Tests an einem von PETA (People for the Ethical Treatment of Animals) in Auftrag gegebenen Kunstpelzstoff ergab, dass dieser eine der fünf Anforderungen erfüllt, um als praktikable Alternative für zeremonielle Mützen in Frage zu kommen. Obwohl es den grundlegenden Standard für die Wasseraufnahme erfüllte, zeigte es inakzeptable Wasserabgaberaten und schnitt bei der visuellen Beurteilung schlecht ab. Da der Kunstpelz leider nicht den Anforderungen an eine ganzjährig und bei jedem Wetter zu tragende Zeremonienmütze entsprach, hat das Verteidigungsministerium keine Pläne, diesen Kunststoff weiterzuentwickeln.“
Die fünf Regimenter unterscheiden sich durch den seitlich getragenen Stutz:
- Coldstream Guards (roter Stutz rechte Seite)
- Grenadier Guards (weißer Stutz linke Seite)
- Scots Guards (keinen Stutz)
- Irish Guards (blauer Stutz rechte Seite)
- Welsh Guards (weiß/grün/weißer Stutz linke Seite)

Daneben wird von einigen Militärmusikern die Grenadiermütze getragen, so z. B. bei den Musikern der Honourable Artillery Company.

### Italien
- Granatieri di Sardegna

### Kanada
Folgende Regimenter tragen die Grenadiermütze zur Paradeuniform:
- Royal 22e Régiment
- Governor General’s Foot Guards
- Canadian Grenadier Guards

Daneben wird von einigen Militärmusikern die Grenadiermütze getragen, so z. B. bei den Musikern des The Royal Regiment of Canada.

### Niederlande
- Garderegiment Grenadiers en Jagers

### Russland
Das Grenadier-Regiment Pawlowski (auch: Pawlowsches Grenadierregiment) trug von 1796 bis 1914, als einziges Regiment der Kaiserlich Russischen Armee, durchgehend dieselbe Grenadiermütze. Dies galt als Auszeichnung für sein tapferes Verhalten in der Schlacht bei Friedland, 1807. Fortan wurden nur die zerschlissenen Stoffbeutel ausgetauscht, die seit der Schlacht teilweise beschädigten Mützenschilder aber stets weiterverwendet. 1813 wurde es zum Garderegiment erhoben.

### Schweden
- Livgarde

### USA
Tambourmajore der US-Streitkräfte tragen eine Grenadiermütze bei folgenden Musikkorps:
- Army Field Band
- United States Army Band
- United States Air Force Band
- United States Coast Guard Band
- United States Marine Band (The President´s Own)
- United States Marine Drum and Bugle Corps (The Commandant´s Own)
- United States Navy Band

## Bilder

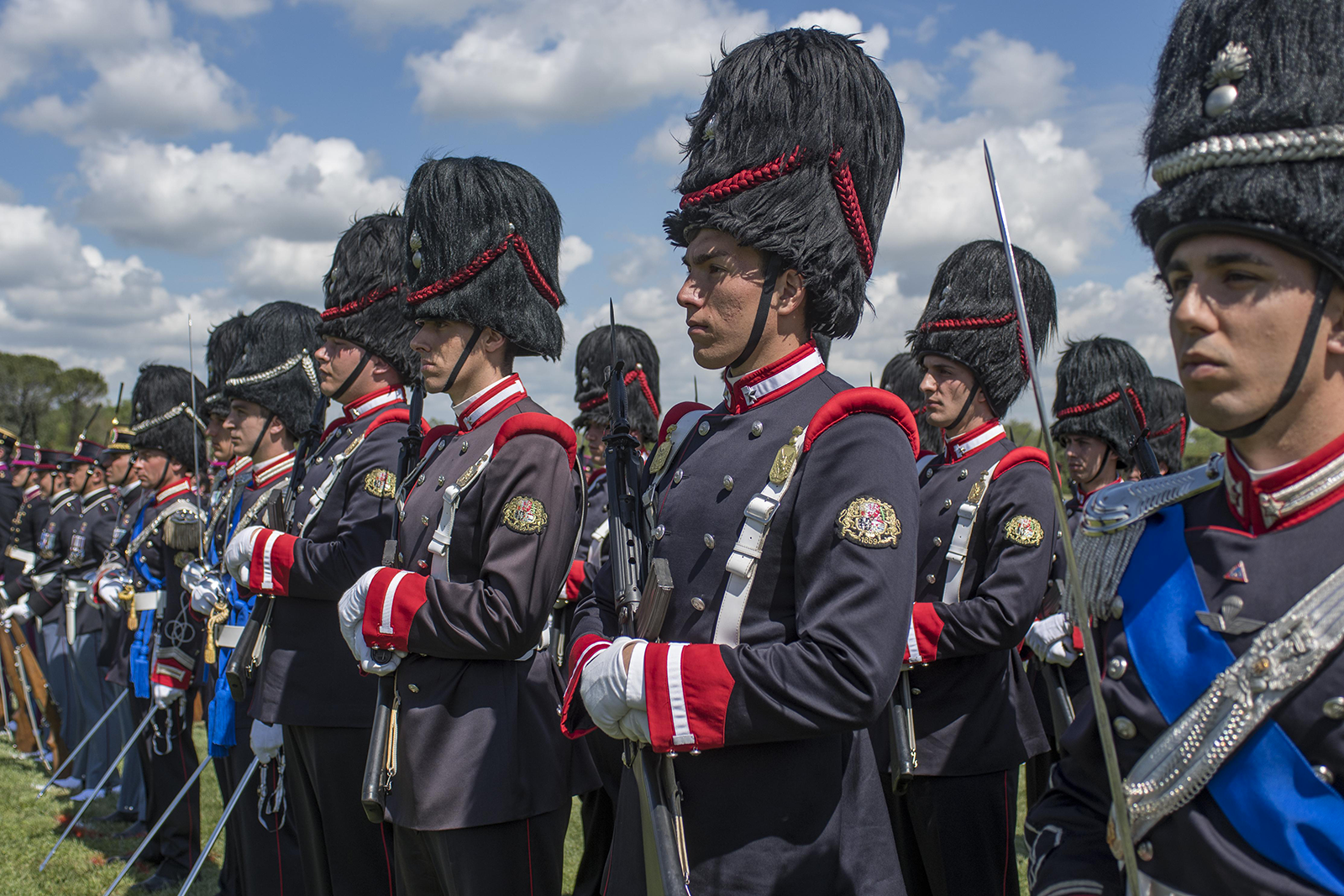
Granatieri di Sardegna (Italien)
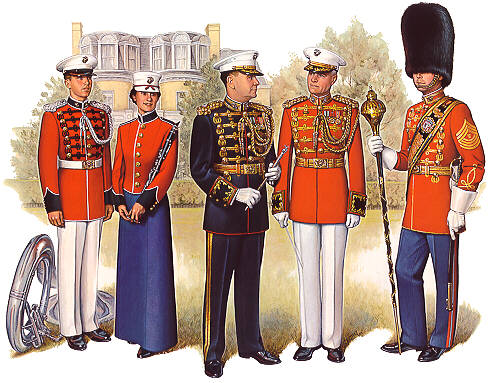
Tambourmajor (Vereinigte Staaten von Amerika)
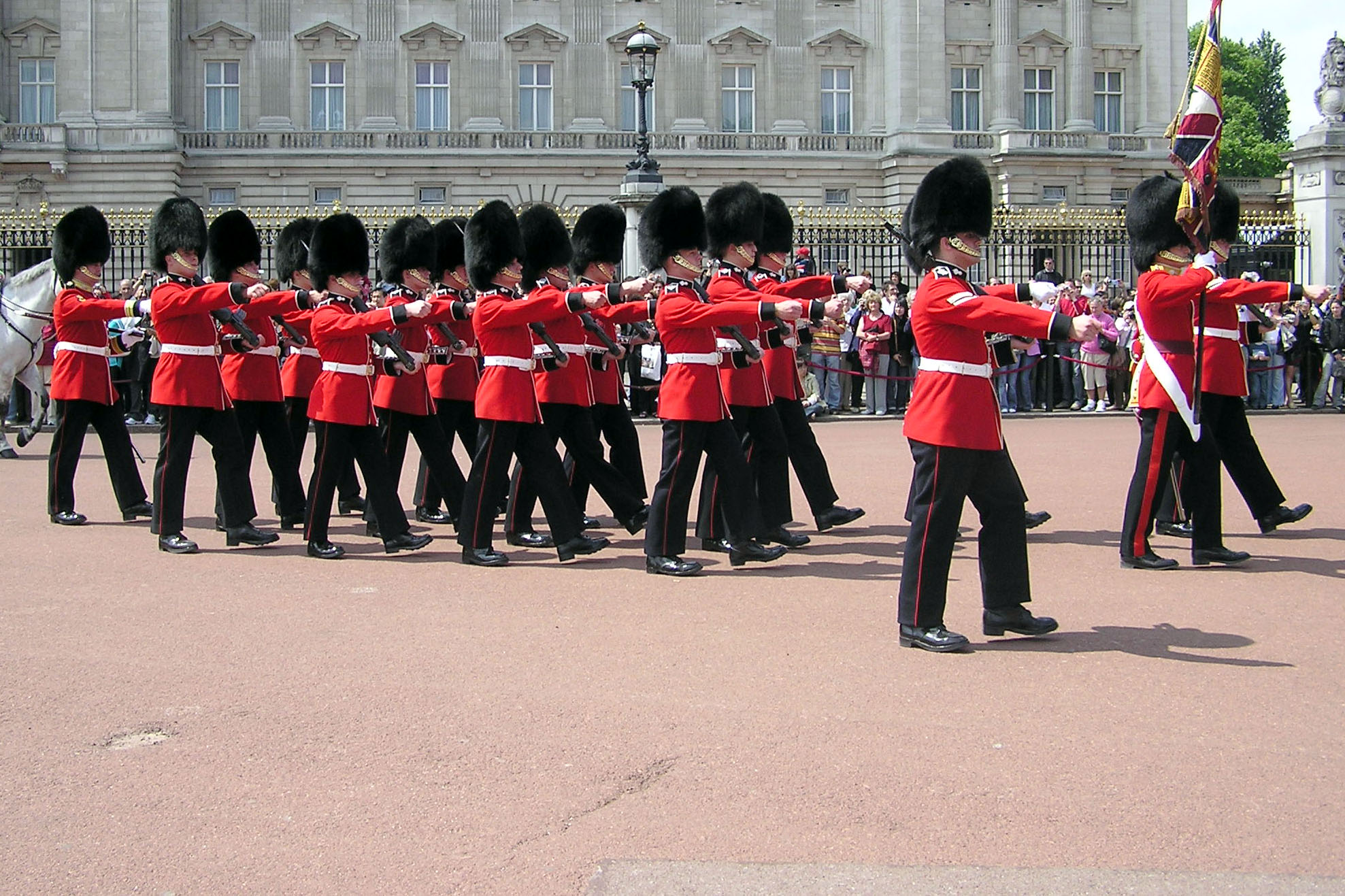
Queen’s Guard marschiert vom Buckingham Palace zum St James’s Palace (Großbritannien)
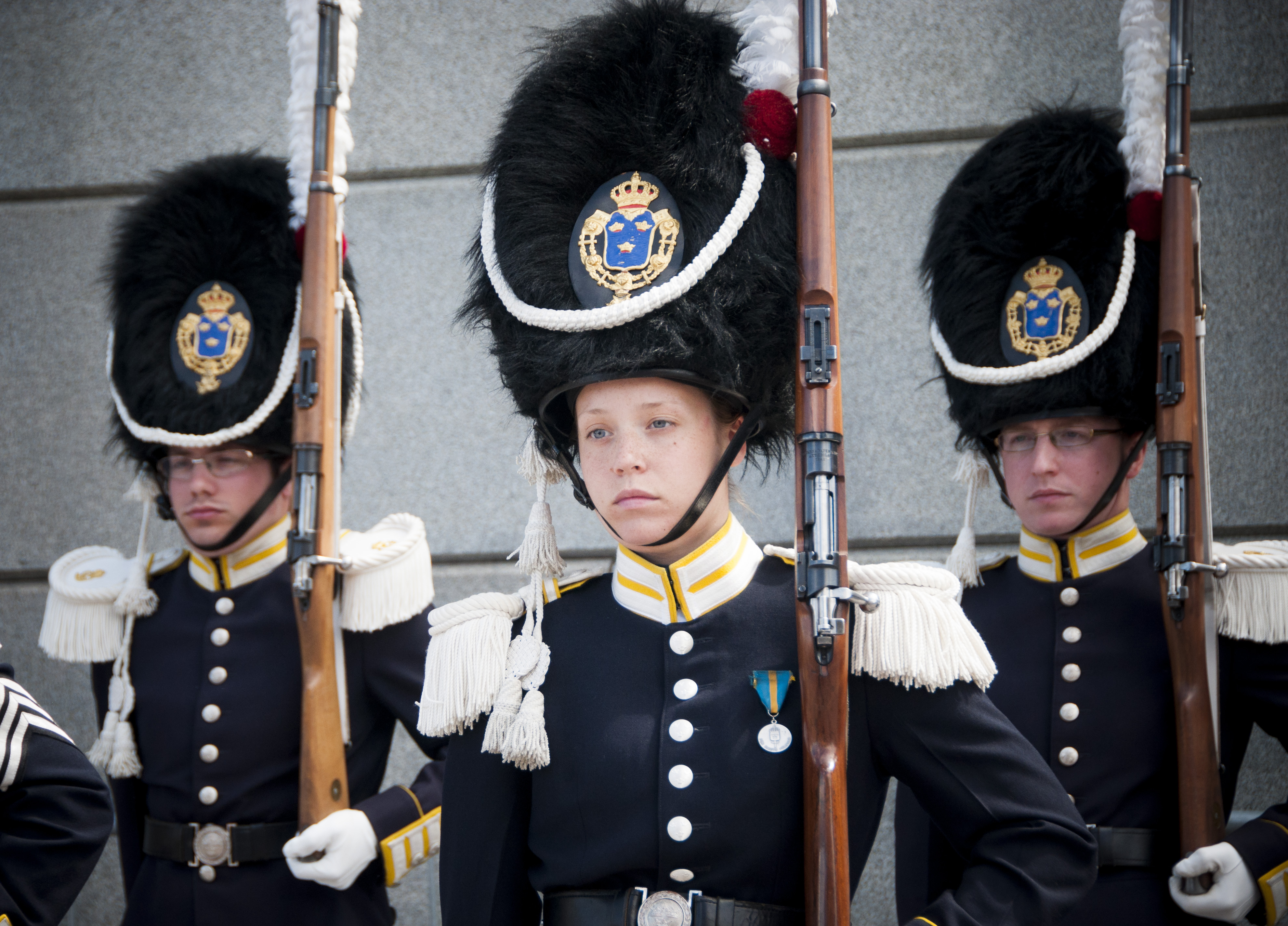
Leibgrenadiere (Schweden)
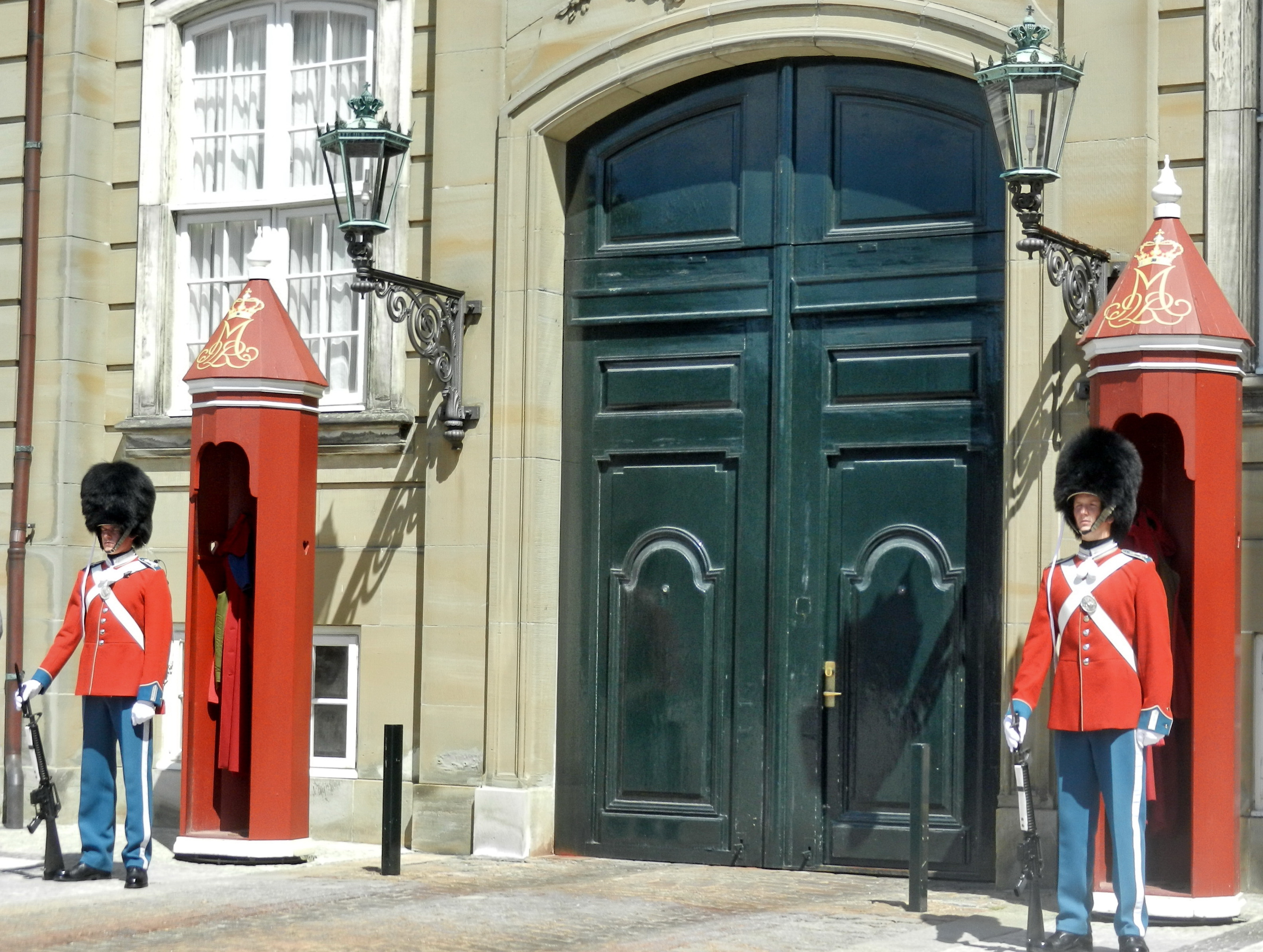
Den Kongelige Livgarde, Amalienborg, Kopenhagen in Sommermontur (Dänemark)
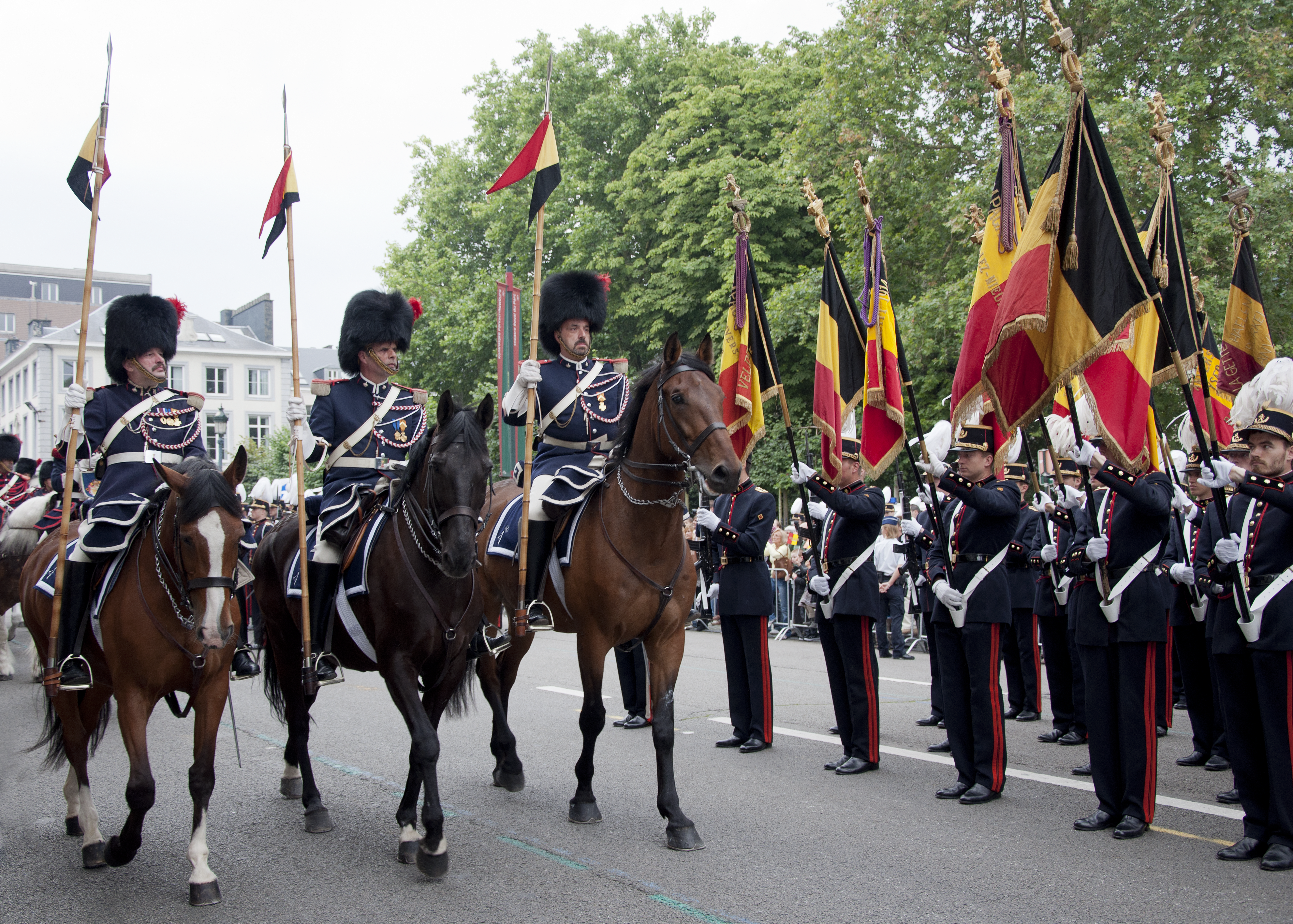
Reiter der „Königlichen Eskorte“ (Belgien)